# 제시카 분

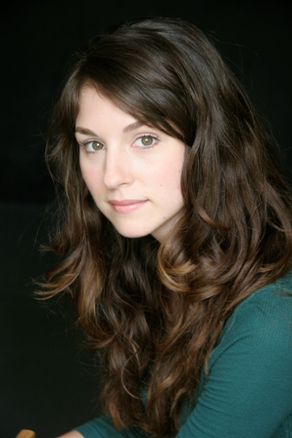

제시카 분(Jessica Boone, 1984년 5월 14일 ~ )은 미국의 영화배우, 연극 배우, 텔레비전 배우, 성우이다.

## 영화
- 스파이 게임 (2017년) - 롬리의 조수 역
- 스펙트라우마 (2011년) - 이자벨 역
- 엘펜리트 (2004년)
- 간츠 (2004년)
- 크르노 크루세이드 (2004년)
- 다이아몬드 데이드림즈 (2004년)
- 풀 메탈 패닉 - 2기 (2003년)
- 키노의 여행 (2003년)
- 초중신 그라비온 (2002년)
- 파루무의 나무 (2002년)
- 프린세스 츄츄 (2002년)
- 검은 물 밑에서 (2002년)
- 아즈망가 대왕 (2001년)
- 나데시코 더 무비: 더 프린스 오브 다크니스 (1998년)